# Gewone schaalhoren
De gewone schaalhoren, puntkokkel of napslak (Patella vulgata) is een in zee levende slakkensoort uit de familie Patellidae.

## Algemeen
De gewone schaalhoren heeft een stevige, napvormige schelp zonder windingen die tot 60 mm hoog kan worden. Vanaf de top stralen ongeveer vijftien primaire ribben naar de basis met ertussen vaak secundaire ribben. De ribben worden gekruist door onregelmatige groeilijnen. De verhouding tussen hoogte en breedte is variabel: dieren die laag op de kust leven en juvenielen zijn platter van vorm. De top ligt iets voor het midden.
De schelp kan met zeepokken bedekt zijn.
De basale rand heeft een ruwweg elliptische vorm en is oneffen, mede doordat hij vaak aangepast is aan de oneffenheden van de rots waarop het dier leeft.
De binnenkant van de schelp is glad, groenig-grijs en vertoont een hoefijzervormige spierafdruk.
De dieren kunnen tot vijftien jaar oud worden, vooral in populaties die langzaam aangroeien. Het dier is eetbaar maar wordt zelden gegeten.
De tandjes op de radula zijn van een natuurlijk composiet, dat bestaat uit het harde goethiet, versterkt met vezels van chitine. Anno 2015 is dit het sterkste natuurlijke materiaal dat bekend is. Deze composiet is uitzonderlijk hard, taaier dan kevlar en sterker dan spinrag.

## Kleur
De buitenkant van de schelp is grijs tot groenblauw, de binnenkant vuilwit tot zacht geel.

## Voedsel
De schaalhoren is een grazer die vooral 's nachts graast: hij schraapt met zijn rasptong (radula) algen van de harde ondergrond waarop hij leeft. De dieren leggen tijdens het grazen afstanden af tot maximaal anderhalve meter. Vaak keren de dieren terug naar hun oorspronkelijke rustplek. Het mechanisme, waarmee het dier terugkeert naar zijn eigen rustplek, houdt verband met het chemisch traceren van het slijmspoor, dat door het dier werd achtergelaten.

## Habitat
De gewone schaalhoren is een rotsbewoner die leeft in de getijdenzone. Als het water zich terugtrekt kan hij zich zo krachtig tegen de onderliggende stenen vastzuigen dat hij door mensen niet onbeschadigd verwijderd kan worden.

## Voorkomen
Hij komt voor van Noorwegen (Lofoten) tot in de Middellandse Zee. In Bretagne komt hij zeer algemeen voor, op havenmuren, strandhoofden en aangespoeld, soms vastgehecht aan riemwier.

## Voortplanting
Patella vulgata is een protandrische hermafrodiet (de mannelijke geslachtscellen zijn eerder rijp dan de vrouwelijke), die ongeveer elke vier jaar van sekse verandert. Van oktober tot december worden ei- en zaadcellen vrijgelaten, als respons op een sterke springtij. De bevruchting is uitwendig. De pelagische larven zetten zich na een paar dagen vast, als ze een schelplengte van 0,2 mm hebben.